# Melmoth der Wanderer

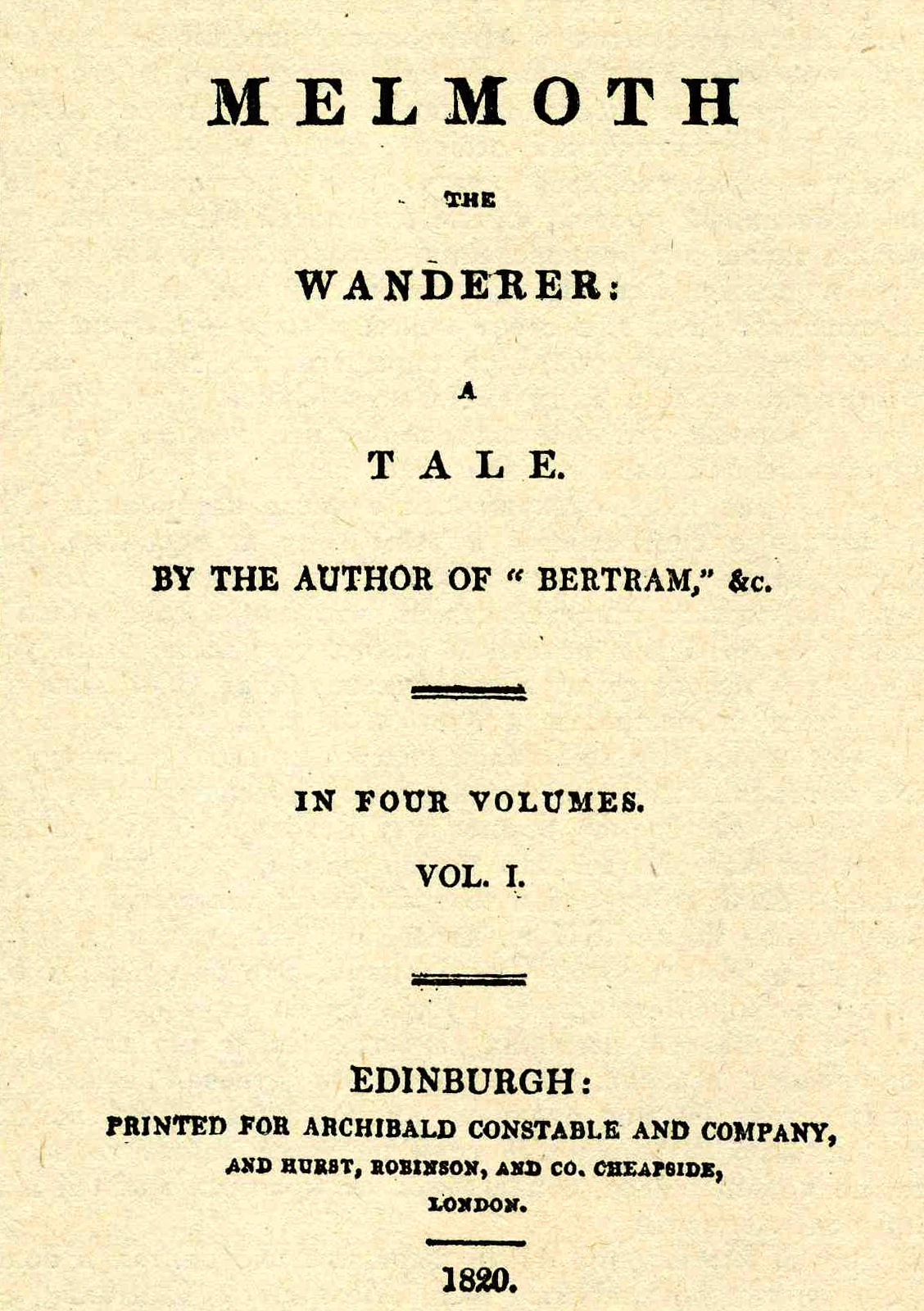
Titelseite der Erstausgabe von 1820

Melmoth der Wanderer (Originaltitel: Melmoth the Wanderer) ist ein 1820 erschienener Schauerroman des irischen Schriftstellers Charles Robert Maturin. Der Roman ist eine Synthese der Stilarten des terror und des gothic horror. Er gilt als der beste englischsprachige Schauerroman der Schwarzen Romantik.

## Inhalt
Der (je nach Ausgabe) zwischen etwa 800 bis über 1000 Seiten lange Roman besteht aus sechs, teilweise ineinander verschachtelten, Erzählungen. Alle handeln von Melmoth, der dazu verdammt ist, 150 Jahre durch die Welt zu irren, um auf eigenen Wunsch sein Wissen zu erweitern. Melmoth hat in bester faustischer Manier einen Pakt mit dem Teufel geschlossen, um seine eigene Wissensgier zu befriedigen. Nach Ablauf von 150 Jahren verlangt der Teufel Melmoths Seele als Preis, es sei denn, Melmoth beschafft dem Teufel eine Ersatzseele. Bedauerlicherweise findet Melmoth auf seiner hundertfünfzigjährigen Odyssee keinen so verzweifelten Menschen, der dazu bereit wäre, seine Seele ihm und damit dem Teufel zu verpfänden. Nach Ablauf der Frist bleibt dem verzweifelten Melmoth nichts weiter übrig, als sich in sein Schicksal zu ergeben.
Die im Roman, aus dem Goethe ein paar Passagen übersetzte, enthaltene Geschichte von Melmoth und Immalee zeigt deutliche Parallelen mit der von Faust und Gretchen.

## Rezeption
Melmoth der Wanderer wirkte auf die Literatur des 19. Jahrhunderts und wurde im 20. Jahrhundert als das Meisterwerk der Gattung gewürdigt. Victor Hugos Han d’Islande ist von dem Werk beeinflusst. Balzac verfasste die „satirische Fortsetzung“ Melmoth reconcilié à l'église. Baudelaire untersuchte den „seelischen Konflikt Melmoths“. Melmoth der Wanderer ist zudem eines der wenigen Bücher, die der gelangweilte Protagonist in Puschkins Eugen Onegin noch schätzt. In Wildes Das Bildnis des Dorian Gray gehen einige Motive auf Maturins Roman zurück. Nachdem Oscar Wilde nach seiner Entlassung aus der Haft England verlassen hatte, nannte er sich Sebastian Melmoth (Maturin war ein Großonkel Oscar Wildes, den Vornamen wählte er nach dem Heiligen Sebastian). Im 1955 erschienenen Roman Lolita des russisch-amerikanischen Schriftstellers Vladimir Nabokov nennt der Ich-Erzähler sein Auto, mit dem er lange Reisen quer durch die USA unternimmt, scherzhaft „Melmoth“. Der sowjetische Autor Gennadi Gor veröffentlichte 1964 die phantastische Erzählung Der elektronische Melmoth (Электронный Мельмот).

## Ausgaben
- Erstausgabe: Melmoth the wanderer. A tale. 4 Bde. A. Constable and company, Edinburgh 1820. Bd. 1 Bd. 2 Bd. 3 Bd. 4
- Deutsche Erstübersetzung: Melmoth, der Wanderer. Frei aus dem Englischen des ehrwürdigen Herrn Maturin, Verfassers des Bertrams und anderer Schriften, übertragen von C.v.S. Verlag der Hildebrand’schen Buchhandlung, Arnstadt 1821.
- Erste vollständige Übersetzung: Melmoth der Wanderer (= Bibliotheca Dracula.). Übersetzt von Friedrich Polakovics. Mit einem Nachwort von Dieter Sturm. Hanser Verlag, München 1969, 1006 S., ISBN 3-446-11019-4.
- Von Michael Krüger gekürzte Taschenbuchausgabe (mit dem Nachwort von Dieter Sturm): Lizenzausgabe, Wilhelm Heyne, 351 S., München 1971.
- Aktuelle Ausgabe: Melmoth der Wanderer. Übersetzt von Friedrich Polakovics. Area, Erftstadt 2004, 800 S., ISBN 3-89996-073-4.